# Джовани Карло де Медичи
Вижте пояснителната страница за други личности с името Джовани де Медичи.
Джовàн(и) Карло, Джовàни или Джанкàрло де Мèдичи (на италиански: Giovan Carlo de' Medici, Gian Carlo, Giovanni Carlo; * 3 юни или 24 юли 1611, Флоренция, Велико херцогство Тоскана, † 22 януари 1663, Вила ди Кастело, Флоренция) от фамилията Медичи, е принц от Великото херцогство Тоскана, кардинал-дякон на титулярните дяконства Санта Мария Нуова и Сан Джорджо ин Велабро.
Любител на науката, ботаниката и литературата, той е един от най-важните колекционери на изкуство и меценати на Италия на своето време.

## Произход
Той е вторият син на велик херцог Козимо II де Медичи (1590 – 1621) и на съпругата му Мария Магдалена Австрийска (1589 – 1631), дъщеря на ерцхерцог Карл II Австрийски. Има четирима братя и три сестри:
- Мария Кристина (* 1609; † 1632), родена инвалид, неомъжена;
- Фердинандо II (* 1610; † 1670), меценат, 5-и Велик херцог на Тоскана от 1621 г., съпруг на Витория дела Ровере, принцеса от Херцогство Урбино,
- Маргарита (* 1612; † 1679), херцогиня на Парма и Пиаченца като съпруга на херцог Одоардо I Фарнезе;
- Матиас (* 1613; † 1667), военен, управител на Сиена (1629 – 1636, 1641 – 1643, 1644 – 1667), неженен;
- Франческо (* 1614; † 1634), военен, неженен;
- Анна (* 1616; † 1676), ерцхерцогиня на Предна Австрия като съпруга на ерцхерцог Фердинанд Карл Австрийски-Тирол;
- Леополдо (* 1617; † 1675), кардинал от 12 декември 1667 г., губернатор на Сиена (1636 – 1641 и 1643 – 1644)

## Биография

### Ранни години и военна кариера
Получава добро образование у дома. Говори френски и немски. Добре познава музиката. Един от учителите му е математикът Фамиано Микелини.
През 1628 г. придружава по-големия си брат Фердинандо на пътуване до Свещената Римска империя. В Прага принцовете са представени на император Фердинанд II.
През 1629 г. започва преговори за брак с Анна Карафа ди Стиляно, дъщеря на Антонио Карафа, херцог на Мондрагоне, и на Елена Алдобрандини. Преговорите се проточват до 1633 г. Девойката е богата наследница и под натиска на дон Гаспар де Гусман Оливарес, граф-херцог на Оливарес, първи министър на Испания при крал Филип IV, тя е омъжена за сина му дон Рамиро Нунеса де Гусман, херцог на Медина де лас Торес, който скоро става вицекрал на Кралство Неапол.
Джанкарло мисли да се посвети на военна кариера. Още като дете е приет за рицар на Малтийския орден. От май 1621 г. е велик приор на Пизанския орден. Оглавява флота на Велико херцогство Тоскана. През 1638 г. получава поста на главнокомандващ на флота на Испания в Средиземно море. След неуспешно участие през 1642 г. в обсадата на Барселона по време на въстанието на Каталония той подава оставка. През 1643 г. за последен път участва във военни действия. По време на Войната на Княжеството Кастро е главнокомандващ на армията на Великото херцогство Тоскана.

### Църковна кариера
Папа Инокентий X, в знак на добри отношения със семейство Медичи и лично с Фердинандо II, велик херцог на Тоскана, издига по-малкия му брат Джанкарло в кардинал на 14 ноември 1644 г. На 20 март 1645 г. той получава титлата на кардинал дякон с титулярно дяконство Санта Мария Нуова (сега Санта Мария дела Скала). Така Джанкарло е принуден да се откаже от военната си кариера. На 6 март 1656 г. предишната му титла е променена на кардинал дякон на Сан Джорджо ин Велабро.
След като става кардинал, той не променя начина си на живот. През юни 1645 г. се завръща във Флоренция. Пристига в Рим едва през 1655 г., за да участва в конклава, на който Фабио Киджи, който приема името Александър VII, е избран за нов папа на Рим. На конклава той активно си сътрудничи с по-малкия си брат Леополдо, който по-късно също е издигнат в ранг на кардинал. Папа Александър VII го натоварва с посрещането на кралица Кристина Шведска, обърната от протестантството към католицизма. Но когато интимността между Джанкарло и Кристина е разкрита, папата изпраща кардинал-дякона обратно във Флоренция, обявявайки го за твърде красив и млад, за да бъде духовен наставник на кралицата. Той никога не се връща в Рим.

### Меценатство
Джанкарло е един от най-активните италиански колекционери и меценати. Ранната колекция от 250 картини, предимно натюрморти и портрети на членове на семейството, се съхраняват от него във Вила „Медзомонте“, която той купува през 1629 г.
През 1640 г. Великият херцог на Тоскана му подарява имение на ул. „Скала“ във Флоренция. И двете резиденции са украсени от Джанкарло със стенописи от Анджело Микеле Колона, Агостино Мители и Пиетро да Кортона. Средствата, получени от него след продажбата на Вила „Медзомонте" през 1644 г., също са изразходвани за закупуването на нови платна.

През 1648 г., след като наследява Вилата на Медичите в Кастело от Лоренцо де Медичи, той поставя в нея натюрморти и пейзажи от съвременни флорентински художници. Част от колекцията е преместена в частни квартири в Палацо Пити във Флоренция.
Неговата колекция включва произведения на Рафаело Санцио, Антонио Алегри, по прякор Кореджо, Франческо Мацола, по прякор Пармиджанино, Франческо Албани, Петер Паул Рубенс, Пиеро ди Козимо, Паоло Каляри, по прякор Веронезе, Никола Пусен, Гуидо Рени. Общо колекцията включва повече от 560 картини.
От младостта си е той е любител на театъра. През 1637 г. ръководи организирането на тържествата по повод сватбата на по-големия си брат Фердинандо II и Витория дела Ровере. През 1648 г., след смъртта на Лоренцо де Медичи, той става меценат на Академия дей Конкорди – компания от знатни любители на театъра, която през 1650 г. приема името „Имобили“ и се премества в Театър „Кокомеро“. За тях Джовани Карло кара архитекта и скулптора Фердинандо Така да построи Театър „Пергола“, открит през 1657 г. В Театър „Кокомеро“, освободен от Имобили, място от 1656 г. намира една друга академия, защитавана от него – занаятчийската академия на Сордженти. Той също така е меценат на академиите Инстанкабили, Импровизи и Перкоси на Салватор Роза (в служба на Джовани Карло от 1641 до 1649 г.).

### Последни години и смърт
Във Флоренция Джаовани Карло води светски начин на живот, имайки много любовници. През 1637 г. неговият извънбрачен син Алберто е роден от Маргарита Салвети, съпруга на Джулио Джаноцо Чепарели.
Фердинандо II му поверява управлението на финансовите дела на Великото херцогство. С времето обаче отношенията между братята охладняват.
51-годишният Джанкарло де Медичи умира от инсулт на 22 януари 1663 г. във Вила дел Кастело. Погребан е в параклиса на Медичите в Базилика „Сан Лоренцо“. Вместо завещание кардинал-дяконът оставя дългове в размер на 135 000 крони. Няколко дни след смъртта му брат му Фердинандо II продава цялото му имущество на търг, за да изплати заемите му. За няколко седмици е разпръсната колекция от над 570 картини, мебели, книги, скулптури и муранско стъкло.
През 1857 г., по време на първоначално изследване на телата на Медичите, тялото му е намерено както следва: „... сведено до скелет; той имаше митра на главата си и кардиналска шапка в краката си, носеше значките на неговия ранг и беше папски облечен в ризи с дантела и риза от плат, изтъкан в златно фолио и пурпурна коприна... На гърдите му лежеше кръст от емайлирани свързани от злато рубини и изумруди; разпръснати около сандъка бяха фрагментите от разтопена корона от кървав яспис; от дясната страна имаше близо до тялото жезъл, покрит с червено кадифе, с въжета и пискюли, съставени от златна нишка.“